# 몬트리올 얼라이언스
몬트리올 얼라이언스(영어: Montreal Alliance, 프랑스어: Alliance de Montréal)는 캐나다 퀘벡주 몬트리올을 연고지로 하는 CEBL 소속 프로 농구 팀이다.

## 역대 홈경기장
| 몬트리올 얼라이언스 |             |                 |      |
| 경기장              | 사용기간    | 장소            | 비고 |
| 버던 오더토어리엄   | 2021년~현재 | 퀘벡주 몬트리올 | 빈칸 |